# Swedish International Stockholm 2006
Die Swedish International Stockholm 2006 im Badminton fanden in Täby, Stockholm, vom 9. bis zum 12. März 2006 statt. Der Referee war Jan Samuelsson aus Schweden. Das Preisgeld betrug 5.000 US-Dollar.

## Austragungsort
- Täby Sportcenter (vormals Tibblehallen), Attundavägen 5–7

## Finalergebnisse
| Disziplin    | Sieger                          | Finalist                          | Ergebnis          |
| ------------ | ------------------------------- | --------------------------------- | ----------------- |
| Herreneinzel | Joachim Persson                 | Przemysław Wacha                  | 17:21 22:20 21:19 |
| Dameneinzel  | Tine Rasmussen                  | Petra Overzier                    | 21:18 21:16       |
| Herrendoppel | Michael Fuchs Roman Spitko      | Anders Kristiansen Simon Mollyhus | 21:16 15:21 21:16 |
| Damendoppel  | Johanna Persson Elin Bergblom   | Birgit Overzier Carina Mette      | 21:13 21:15       |
| Mixed        | Imam Sodikin Cynthia Tuwankotta | Jacob Chemnitz Julie Houmann      | 17:21 23:21 21:18 |